# Колос (Зачепилівка)
«Колос» (Зачепилівка)  — колишній український аматорський футбольний клуб з Зачепилівки Харківської області, який виступав у Вищий лізі Харківської області. Найвищим досягненням в історії клубу - бронзовий призер
Аматорської ліги України 2015 року, та чемпіон Харківської області 2013 та 2017 років.

## Історія
У 1994 році, в Зачепилівці було засновано професійний футбольний клуб «Колос», який виступав у Чемпіонаті Харківської області Вища ліга, та у Аматорській лізі України. Команда з 1994 по 2005 рік перебувала на останніх позиціях у Другій лізі Харківської області з футболу, також з 2005 по 2010 рік була на останніх місцях у Першій лізі Харківської області з футболу, а вже з 2010 року змогла вийти у Вищу лігу Чемпіонату Харківської області де зайняла 2 місце. У 2011 та 2012 роках команда знову посіла 2 місце у Вищій лізі Чемпіонату Харківської області та стала переможцем першості Дніпропетровської області на Кубку пам'яті Миколи Кудрицького та переможцем Кубка Харківської області пам'яті Миколи Уграїцького. У 2013 році «Колос» взяв 1 місце у Вищій лізі Чемпіонату Харківської області і став переможцем Суперкубку Харківської області 2013.
У 2014 році клуб взяв 2 місце у Вищій лізі Харківської області та 1 місце у Кубку Харківської області пам'яті майстра спорту СРСР Миколи Уграїцького. У 2015 році «Колос» став переможцем Кубка Дніпропетровської області пам'яті Миколи Кудрицького та Суперкубка Харківської області 2015 року, але Чемпіонат Харківської області команда завершила на 2 місці. Так само у 2015 році головними досягненнями клубу є 3 місце в Аматорській лізі України (4 український дивізіон). У 2016 році Колос знову посів 2 місце у Вищій лізі Чемпіонату Харківської області. Третє поспіль "срібло" і не вихід у фінал Кубка області не задовольнило амбіцій керівництва клубу та у жовтні місяці команду було розформовано. Не врятував її навіть вихід до 1/4 Кубка України серед аматорів. Майже до середини весни 2017 року не було зрозуміло, чи продовжить «Колос» своє існування. Але історія футбольної команди не лише продовжилася, а й здобула новий виток розвитку. Зумівши в стислий термін зібрати колектив зі старих та нових футболістів, «Колос» за підсумками сезону зумів оформити так званий золотий дубль, ставши Чемпіоном Вищої ліги Харківської області та володарем Кубка Харківської області 2017. Але на жаль 28 липня 2018 року футбольний клуб «Колос» (Зачепилівка) припинив свою роботу.

## Досягнення

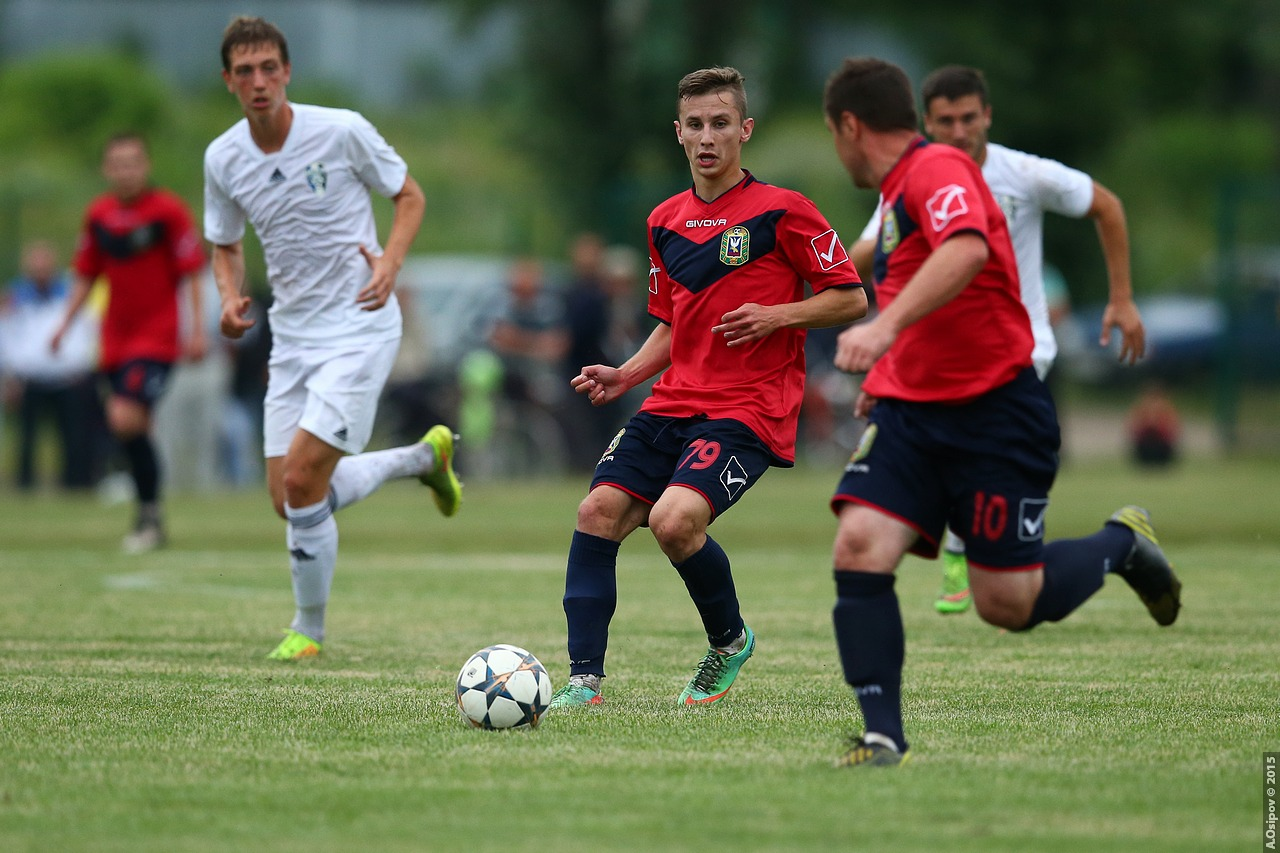
Матч «Колоса» проти «Балкан», 2015

Аматорська ліга України:
- Бронзовий призер (1) — 2015.

 Чемпіонат Харківської області з футболу вища ліга:
- Чемпіон (2) — 2013, 2017.
- Віце-чемпіон (5) — 2011, 2012, 2014, 2015, 2016.

 Чемпіонат Харківської області з футболу перша ліга: 
- Віце-чемпіон (1) — 2010.

 Кубок Харківської області з футболу: 
- Володар (4) — 2012, 2014, 2015, 2017.
- Півфіналіст (1) — 2016.

 «Кубок пам'яті Миколи Кудрицького»: 
- Володар (2) — 2012, 2015.